# Mosca & Smith
Mosca & Smith fue una serie de televisión argentina de acción, comedia y suspenso, protagonizada inicialmente por Fabián Vena como Melchor Mosca y Pablo Rago como Carlos Smith, siendo luego este último reemplazado por Tomás Fonzi quien interpretó a Santiago Smith en la segunda temporada. El título de esta serie surge de la combinación de los apellidos de los personajes.
Fue estrenada por la pantalla de Telefe el 19 de octubre de 2004. Estuvo compuesta por 2 temporadas de 8 capítulos cada una.
También conocida como Mosca & Smith en el Once haciendo referencia al canal donde se transmitía (Canal Once, Telefe) y a la zona situada alrededor de la intersección de las avenidas Corrientes y Pueyrredón del barrio Balvanera de Capital Federal, conocida como El Once, fue escrita por Ramiro Agulla, Carlos Baccetti, Fernando Regueira, Sergio Bizzio y Leonel D'Agostino, y contó con la dirección de Diego Kaplan.
En el año 2006 se hace un remake chileno producido por Canal 13 llamado Huaiquimán y Tolosa, protagonizada por Benjamin Vicuña y Daniel Muñoz. Aunque los derechos no fueron comprados, Telefé no tomó acciones legales, por considerarla un "muy buen homenaje" a Mosca y Smith según su propio Productor Ejecutivo.

## Elenco
- Fabián Vena es Melchor Mosca, un policía de medio pelo que divide su vida entre su trabajo, prostíbulos, karaoke y alcohol. Tiene una gran afición por los boleros, siendo este género su favorito a la hora de subirse a cantar en los karaoke. Detrás de toda esa faceta de hombre rudo y despreocupado, Mosca esconde un pasado cargado de dolor, ya que tiene una hija que hace nueve años no ve. Sus cosas más preciadas en su vida son su gran amigo Smith (de quien sufre terriblemente su muerte), su automóvil (un Chevrolet Chevy modelo '74) y su hija a la que anhela volver a ver. Se enamora perdidamente de la Dra. Mercedes Cohen y enarbola un profundo odio hacia el fiscal Julio Petracca, quien a su vez lo llama despectivamente como "MM", en alusión a las siglas "NN" utilizadas en personas o cadáveres no identificados. En el final de la serie, es reconocido por un grupo de chinos que vieron unos filmes pornográficos, supuestamente filmados por Mosca, los cuales en realidad fueron grabaciones clandestinas de un director de cine porno que terminaría llevándolo a la fama en el lejano Oriente. Finalmente y con ayuda de este director, consigue socavar la carrera política de Petracca, echándolo definitivamente del Once.
- Pablo Rago es Carlos Smith, el compañero de andanzas de Mosca. Ataviado con atuendos deportivos y peinados de la década de los '70, en su pasado fue un jugador de fútbol del Club Huracán, cuya carrera terminó arruinada tras haber malogrado un penal durante un partido frente a San Lorenzo de Almagro , el clásico rival de Huracán. Ese paso en falso se convirtió en un estigma que lo persiguió por el resto de su vida, obligándolo a seguir la carrera policial. Estuvo en pareja con Ana Laura, una joven aparentemente tímida, pero con un gran apetito sexual que la lleva al punto de engañarlo con el fiscal Petracca. Luego de ese engaño, tuvo un amorío con una estríper, conocida como "Madonna", que trabajaba en el bar del Oso Alegre. Tras dos apariciones en la segunda temporada, muere a manos de un delincuente a quien le había regalado un arma, para que precisamente lo asesine.
- Tomás Fonzi es Santiago Smith, un jovencito recientemente egresado de la escuela de policía, que es reclutado por Peluffo y Petracca para suplantar a Carlos Smith. Al principio, Mosca lo rechaza, por considerarlo un "invento" del maquiavélico fiscal. Sin embargo, con el paso del tiempo, Mosca lo termina aceptando, pero a diferencia de su anterior compañero con quien manejaba códigos de entendimiento, con Santiago debe oficiar también de maestro, enseñándole de cero las mil y un situaciones que se suceden en el Once. Las cosas entre Melchor y Santiago marchan bien, hasta que en el camino de ambos vuelve a cruzarse Ana Laura, la exnovia de Carlos y aparentemente en amorío con el fiscal. Por iniciativa de Peluffo y Petracca, viste con atuendos similares a los de Carlos Smith, pero utiliza (a pesar de que quisieron disfrazarlo con una peluca) su propio peinado, al estilo de la década del '80. Tras conocer la triste historia de amor de su antecesor, siente que "el apellido lo llama" y trata de recuperar a Ana Laura.
- Oscar Alegre es El Oso Alegre, un hombre con aspecto de indio pielrroja, propietario del bar-karaoke favorito de Mosca. Conocedor como pocos de los dimes y diretes que suceden en el Once, es el principal informante de la pareja protagonista, pasando datos infalibles que ayudan a los héroes a resolver todos los problemas.
- Laura Miller es la Lic. Mercedes Cohen, una atractiva criminóloga que desembarca en el Once junto al fiscal Petracca. Egresada de una importante universidad de Estados Unidos, es la encargada de revisar los cuerpos encontrados en las escenas del crimen. Aunque al principio se muestra altanera y demasiado despreciativa, sobre todo hacia Mosca, poco a poco comienza un principio de acercamiento, llegando a sentir compasión por Melchor al enterarse de la existencia de su hija y en el momento de la muerte de Carlos Smith. Finalmente, termina enamorándose de Melchor, aunque la pareja no es muy estable a causa de la vida acostumbrada a los excesos que tiene él.
- Coraje Ábalos es el Oficial Castelano, un policía con un fuerte acento santiagueño, que atiende la mesa de entradas de la comisaría. Acostumbrado a meter la pata o hablar demás, es el chivo expiatorio de Carlos Smith, quien tras escuchar una serie de incoherencias por parte de Castelano, le pide que se calle de manera violenta. Asimismo, el fiscal Petracca lo tiene como su sirviente, haciéndole ir y venir llevando para él, vasos de whisky con hielo.
- Nacho Vavassori es el Comisario Peluffo , la verdadera autoridad de la comisaría, que sin embargo termina siendo desplazado por el fiscal Petracca. A pesar de no ver la hora de sacarse de encima al prepotente fiscal, termina siempre en actitud sumisa frente a algún reto por parte de este último. Su impotencia se la desquita con Mosca y Smith, a quienes sin embargo estima mucho y trata de ayudarlos y protegerlos del fiscal, lo máximo que puede. En la segunda temporada, ayudó a Petracca a formar a Santiago Smith para reemplazar al asesinado Carlos. Al mismo tiempo, rescata a Melchor y Santiago del delincuente que mató a Carlos, poniéndolo en prisión y explicándole a Melchor toda la historia detrás de esa muerte.
- Willy Van Broock es Julio Petracca, un vanidoso, histriónico, prepotente y peligroso fiscal, que llegó al Once para intervenir la jurisdicción policial de ese barrio. Obsesionado con el poder, su interés pasa más por exhibir y cuidar su imagen ante los medios de prensa y por querer siempre mostrarse como el héroe cada vez que Mosca y Smith resuelven un caso, con el fin de alimentar su carrera política. Se apodera de la autoridad de la comisaría, sometiendo bajo su poder al Comisario Peluffo y pretendiendo siempre ser el centro de la justicia. Más allá de sus ambiciones, sus intenciones aparentan ser buenas. Le robó la novia a Smith y mantiene un disgusto mutuo con Mosca. En la segunda temporada fue también responsable de la llegada de Santiago Smith, pero el pasado de Carlos y Ana Laura los termina enfrentando.
- Azul Lombardía es Ana Laura Olivera. Hija de un ex-comisario, su sueño pasa por querer formar a toda costa una familia con Carlos Smith. Si bien exhibe una actitud tímida pero imperativa durante gran parte de la primera temporada, en el último capítulo de esta termina engañando a Carlos con el Fiscal Petracca. Finalmente, tras la muerte de Carlos y la aparición de Santiago, termina enredada en una dicotomía sobre si continuar de amorío con el fiscal o de recomponer su vida junto al "nuevo Smith".
- Gonzalo Suárez es Benicio "Larry" Larrea, un muchacho rebelde, fanático de los Rolling Stones y del Rock en general. Tras haber sido demorado 6 meses, sin una acusación explícita, convirtió su celda de detención en un cuarto, por lo que considera a la comisaría como su nuevo hogar. A pesar de estar detenido, Peluffo le permite tener salidas transitorias, más que nada para que le vaya a comprar paquetes de cigarrillos. Tuvo un amorío con la oficial Julia Sosa, de la cual se terminó desligando después de que se descubriera que esta estaba involucrada con una banda de narcotraficantes.
- Karina Buzeki es la Oficial Julia Sosa, una sexy y atrevida oficial de policía. Aunque aparentemente anda de amoríos con "Larry", en realidad se aprovecha de la situación para poder hacer su verdadero trabajo: Sosa está involucrada con una banda de narcotraficantes y utiliza a "Larry" como chivo expiatorio. Al final, termina por ser descubierta tras participar del secuestro de la Dra. Mercedes Cohen. Solo aparece en la primera temporada
- Tina Serrano es la Madre de Melchor Mosca. Aparece en la segunda temporada. A pesar de tener un hijo policía, cumple un arresto domiciliario. De carácter grosero y agresivo, siempre trata a su hijo de manera despectiva, generando situaciones muy graciosas.

Cabe destacar que a partir del tercer capítulo de la segunda temporada, Pablo Rago fue reemplazado por Tomás Fonzi en el papel de Smith.

## Capítulos

### Primera temporada
| N.º | Título del capítulo             | Fecha de estreno        | Audiencia |
| --- | ------------------------------- | ----------------------- | --------- |
| 1   | Asesinato en el cine porno      | 19 de octubre de 2004   | 31,1      |
| 2   | I love Once                     | 26 de octubre de 2004   | 30,0      |
| 3   | El regreso de los muertos vivos | 2 de noviembre de 2004  |           |
| 4   | El show de Diógenes Sínico      | 9 de noviembre de 2004  |           |
| 5   | El síndrome de Estocolmo        | 16 de noviembre de 2004 |           |
| 6   | Los expedientes Dugan           | 23 de noviembre de 2004 |           |
| 7   | No se entiende la trama         | 30 de noviembre de 2004 |           |
| 8   | Devolvé la bolsa                | 7 de diciembre de 2004  | 21.8      |

### Segunda temporada
| N.º | Título del capítulo             | Fecha de estreno        | Audiencia |
| --- | ------------------------------- | ----------------------- | --------- |
| 1   | Jesús, el heredero              | 6 de octubre de 2005    | 16,1      |
| 2   | A limpiar que se acaba el mundo | 13 de octubre de 2005   | 14,0      |
| 3   | La muerte de Smith              | 20 de octubre de 2005   |           |
| 4   | Boquetes pintados               | 27 de octubre de 2005   |           |
| 5   | Habemus quilombus               | 3 de noviembre de 2005  |           |
| 6   | A modernizar la comisaría       | 10 de noviembre de 2005 | 9,3       |
| 7   | Olimpíadas                      | 17 de noviembre de 2005 | 9,3       |
| 8   | Actor porno                     | 24 de noviembre de 2005 | 10,6      |

## Banda sonora
Debido a la repercusión que tuvo la serie, el 20 de diciembre de 2004, Sony Music Distribution lanza un CD con la Banda sonora titulada Mosca & Smith en el Once.
El CD cuenta con 12 temas del género Rock alternados con Pop.
Lista de temas:
1. Pop That Thang
2. For The Love Of Money
3. Shake Your Body
4. Everybody Is A Star
5. I'm Your Man
6. I Don't Want To Discuss It
7. It's Your Thing
8. Family Affair
9. Sunshine Superman
10. I'll Fly Away
11. Ya No Quedan Argentinos
12. El 11

- Datos: Q6024574